# Famille Gattilusi
La famille Gattilusio (au pluriel Gattilusi) est une puissante famille génoise qui contrôlait un certain nombre de possessions dans le nord de la mer Égée de 1355 jusqu'au milieu du XVe siècle. Anthony Luttrell a souligné que cette famille avait développé des liens étroits avec la maison dirigeante byzantine des Paléologues, dont il faut tenir compte dans l'étude de leur implication répétée dans les affaires byzantines : « il est possible que quatre générations successives de Gattilusio se soient mariées dans la famille Palaiologos, deux à des filles d'empereur, une à un empereur et une à un despote qui devint plus tard un empereur ».

## Histoire

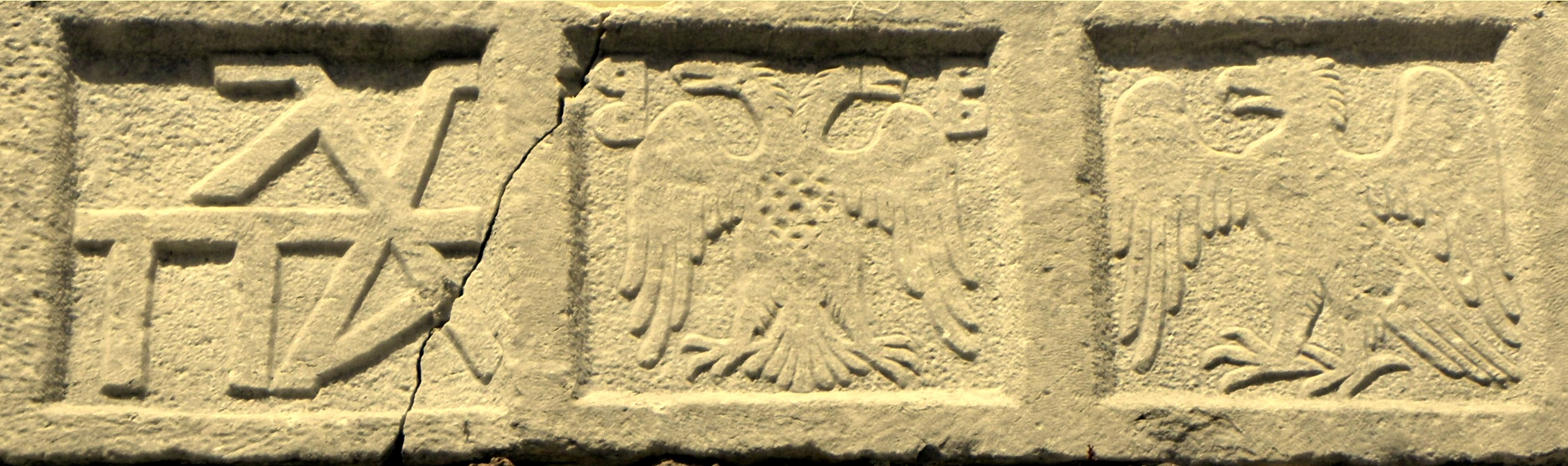
Relief au château de Mytilène, montrant le chiffre de la famille des Palaiologoi (à gauche), l' aigle bicéphale byzantin (au centre) avec les armoiries de Gattilusi sur sa poitrine et l'aigle de la famille Doria (à droite).

La famille Gattilusi a été fondée par deux frères, Francesco et Niccolò Gattilusi, fils d'un Domenico Gattilusio et d'une Soffredina de famille inconnue, et neveux d'Oberto Gattilusio. 
Francesco gagna la faveur du futur empereur byzantin Jean V Paléologue en l'aidant à évincer un rival au trône, Jean VI Cantacuzène, en 1354. En récompense, il reçut la seigneurie de l'île de Lesbos (et sa place forte, Mytilène) à partir de juillet 1355, ainsi que la main de la sœur de l'empereur, Maria. Les possessions des Gattilusi se sont développées pour inclure les villes continentales de l'Ancienne-Phocée (après 1363) et d'Aïnos (1382),Samothrace (1431), Thasos (1434), et enfin Imbros et Lemnos (1453). Forts de cette position, ils étaient très impliqués dans l'extraction et la commercialisation de l'alun, utile dans la production textile et un commerce rentable contrôlé par les Génois. 
Le 6 août 1384, le fondateur de la fortune familiale, Francesco Ier, mourut avec ses deux fils aînés à la suite d'un tremblement de terre.
La chute de Constantinople en 1453 amena les Gattilusi à l'apogée de leur domination territoriale grâce à l'attribution de certaines îles par les Ottomans, mais cette situation fut éphémère. En 1456, les Ottomans nommèrent un historien grec, Critobule d'Imbros, comme gouverneur d'Imbros, et évincèrent les Gattilusi du pouvoir dans le reste de leurs possessions, à l'exception de Lesbos qu'ils furent autorisés à conserver en échange d'un paiement annuel de 4 000 pièces d'or. Le seigneur de Lesbos, Domenico Gattilusio, fut assassiné fin 1458 par son frère Niccolò, qui lui succéda brièvement avant qu'une flotte ottomane ne s'empare de l'île en septembre 1462, envoyant Niccolò prisonnier à Constantinople (où il fut plus tard exécuté) et mettant fin au règne de la famille. 
Des fouilles archéologiques menées dans le château de Mytilène en 1985-86, par l'université de Colombie-Britannique sous la direction de Caroline et Hector Williams, ont mis au jour une église considérée comme la chapelle funéraire des Gattilusi, mais dans laquelle n'ont été retrouvées que des tombes modestes appartenant probablement à des dépendants de la famille. Le bâtiment a été converti en mosquée après la capture ottomane de Mytilène en 1462 ; un tremblement de terre en février 1867 l'a détruite. Les fouilles canadiennes ont également ajouté un nombre considérable de pièces de monnaie Gattilusi au corpus connu, maintenant publié par le Dr Robert Weir. [réf. nécessaire]

## Seigneurs de Lesbos
- Francesco I Gattilusio (1355–1384)
- Francesco II Gattilusio (1384-1404)
- Jacopo Gattilusio (1404–1428)
- Dorino Ier Gattilusio (1428-1455)
- Domenico Gattilusio (1455-1458)
- Niccolò Gattilusio (1458–1462)

## Seigneurs d'Aïnos
- Niccolò Gattilusio (1384-1409)
- Palamede Gattilusio (1409-1455)
- Dorino II Gattilusio (1455-1456)

#### Ouvrages
- (en) Kenneth M. Setton, The Papacy and the Levant 1204-1571 : The Thirteenth and Fourteenth Centuries, vol. I, Philadelphie, The American Philosophical Society, 1976, 512 p..
- (en) Kenneth M. Setton, The Papacy and the Levant 1204-1571 : The Fifteenth Century, vol. II, Philadelphie, The American Philosophical Society, 1978, 580 p..
- (en) Christopher Wright, The Gattilusio Lordships and the Aegean world 1355-1462, Leyden / Boston, Brill, 2014 (ISBN 978-90-04-26469-4)

#### Articles
- Thierry Ganchou, « Valentina Doria, épouse de Francesco II Gattilusio, seigneur de l'île de Mytilène (1384-1403) et sa parenté. : Le Lesbian puzzle résolu », Nuova Rivista Storica, nos 88/3,‎ 2004
- (en) Eric A. Ivison, « Funerary Monuments of the Gattelusi at Mytilene », The Annual of the British School at Athens, vol. 87,‎ 1992), p. 423-437 (lire en ligne)
- (en) Anthony Luttrell, « John V's Daughters : A Palaiologan Puzzle », Dumbarton Oaks Papers, vol. 40,‎ 1986, p. 103-112.